# Alnus incana
L'ontano bianco o ontano grigio (Alnus incana (L.) Moench) è un albero caducifoglio della famiglia delle Betulaceae.

## Descrizione

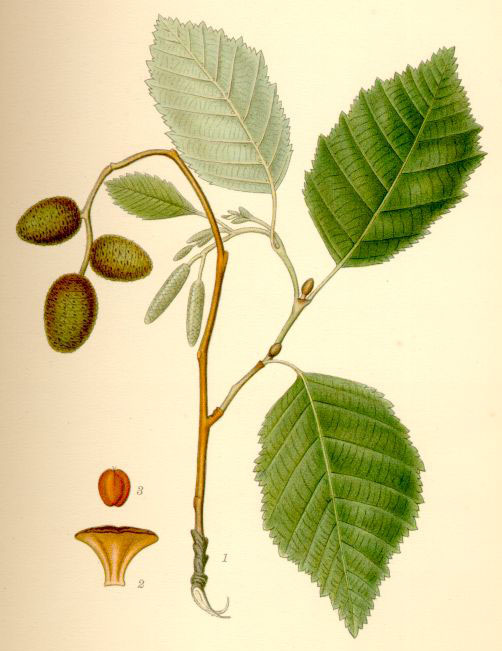
Tavola botanica

È un albero di taglia piccola-media e di rapido accrescimento, che arriva a misurare 15–20 m di altezza.
La corteccia si mantiene grigia sino alla fine del suo ciclo vitale, che arriva a 60-100 anni.

Le foglie sono di colore verde opaco, ovoidali; misurano circa 5–11 cm di lunghezza e 4–8 cm di larghezza.

I fiori nascono all'inizio della primavera, prima che spuntino le foglie.

I semi sono piccoli, da 1 a 2 mm di lunghezza, di colore marrone chiaro.

Apparato radicale fittonante, azotofissatore.

## Distribuzione e habitat

Areale di Alnus incana subsp. incana

È diffuso in gran parte dell'emisfero settentrionale, dagli Stati Uniti all'Europa e all'Asia nord-occidentale. In Italia è presente sulle Alpi e nel Nord dell'Appennino. Fino alla fine del XX secolo era presente anche lungo il tratto di pianura del fiume Panaro, nella Valle Padana a quote inferiori ai 100 m.
Nella parte settentrionale della sua area di distribuzione, è un albero comune nei boschi a livello del mare, nei campi abbandonati e in prossimità di fiumi e laghi, fino a 1200 m di quota.

## Tassonomia
L'ampia diffusione circumboreale e le piccole differenze morfologiche che caratterizzano il genere Alnus hanno comportato notevoli difficoltà e controversie sulla classificazione tassonomica di questo taxon. Recenti studi genetici propongono di raggruppare all'interno del complesso Alnus incana molte specie prima considerate separate e individuare quattro principali sottospecie:
- Alnus incana subsp. incana (L.) Moench: diffusa in Europa nord-orientale fino all'Asia nord-orientale, nel centro-sud Europa e nel Caucaso principalmente nei rilievi (Alpi, rilievi balcanici e Carpazi).[3]
- Alnus incana subsp. kolaensis (N.I.Orlova) Á.Löve & D.Löve: descritta nel nord-ovest della penisola scandinava.[4]
- Alnus incana subsp. rugosa (Du Roi) R.T.Clausen: diffusa nel nord del continente Americano (Canada e Stati Uniti).[5]
- Alnus incana subsp. tenuifolia (Nutt.) Breitung: diffusa nella zona nord-ovest del continente Americano, dall'Alaska fino agli Stati Uniti sud orientali.[6]

## Usi

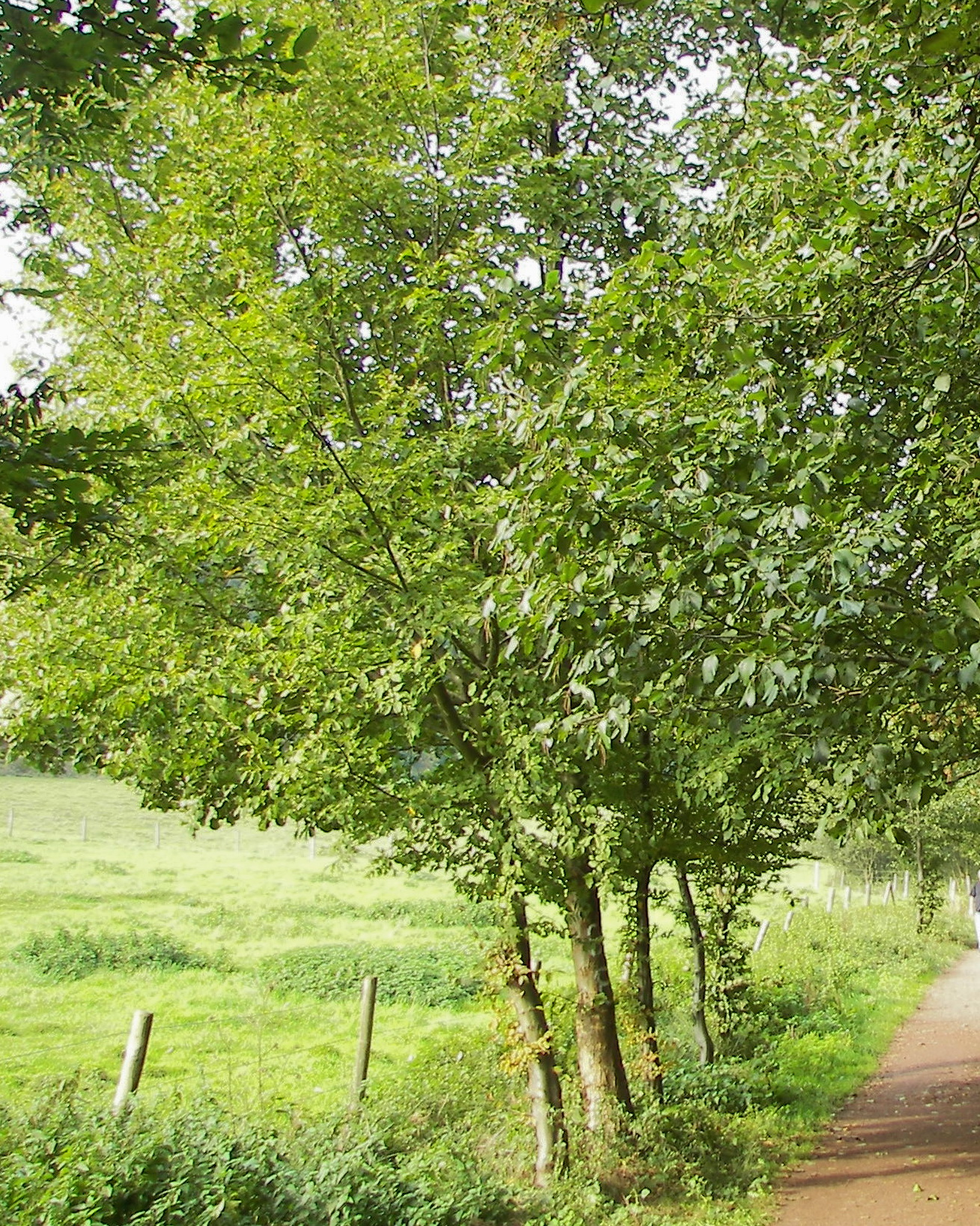
Alnus incana nei pressi del Laacher See, in Germania

Il legno di ontano grigio è usato raramente, perché è costituito da tronchi di piccolo diametro, prevalentemente storti. Tuttavia, è spesso utilizzato per il rimboschimento delle colline di terre alluvionali e per la stabilizzazione di pendii e scarpate.

## Coltivazione
Alnus incana è una specie che necessita di molta luce; cresce bene anche in suoli molto poveri grazie alla sua altissima capacità fertilizzante del terreno, ottenuta in simbiosi con il batterio Frankia, in grado di elaborare grandi quantità di composti azotati.